# Grobiņa
Grobiņa ( výslovnost) je město v Lotyšsku a správní centrum stejnojmenného kraje. V roce 2010 zde žilo 4 218 obyvatel.